# Running to the Sky
Jo Kuluk (kirguís Жөө Күлүк), comercialitzada mundialment com a Running to the Sky és una pel·lícula dramàtica de Kirguizstan del 2019 dirigida per Mirlan Abdykalykov. Va ser seleccionada com a entrada kirguús per a l'Oscar a la millor pel·lícula de parla no anglesa als Premis Oscar de 2020, però no va ser nominada.

## Sinopsi
Jekshen, un noi de 12 anys fill d'un alcohòlic que viu a un poblet de Kirguizstan, té la sort de gaudir d'oportunitats més grans després de mostrar talent per córrer.

## Repartiment
- Temirlan Asankadyrov com Jekshen
- Ruslan Orozakunov com Saparbek
- Meerim Atantaeva com a professora de gimnàs
- Ilim Kalmuratov com a professor de matemàtiques

## Nominacions i premis
La pel·lícula va guanyar el Premi FIPRESCI al Festival Internacional de Cinema de Busan, i fou nominada al Premi NETPAC al Festival Internacional de Cinema de Kolkata de 2019 i al Listopad daurat al Festival Internacional de Cinema de Minsk de 2019. També va guanyar el premi al millor director de la secció oficial del IX Asian Film Festival Barcelona.